# Mihai Onofrei

Monumentul „Maica Smara” din parcul Cișmigiu din București, sculptor: Mihai Onofrei

Mihai Onofrei (n. 4 iulie 1896, Boțești, în prezent județul Vaslui – d. 11 septembrie 1980, București) a fost un sculptor și pictor român.
A fost admis ca bursier la Școala de Belle Arte din Iași la numai 18 ani, dar izbucnirea războiului i-a întrerupt prima etapă de studii.
La începutul deceniului al treilea, Onofrei a întreprins o călătorie de studii la Roma, unde, între 1920 și 1922 s-a aflat în preajma sculptorului Ettore Ferrari, autorul statuii lui Ion Heliade-Rădulescu din Piața Universității din București și a celei a lui Ovidiu din Piața omonimă din Constanța.
Revenit în țară, începând cu 1925, Onofrei este o prezență constantă la manifestările Tinerimii Artistice. Pleacă într-o nouă călătorie de studii spre sfârșitul anilor ’30 când, a frecventat atelierul-școală al lui Antoine Bourdelle. Rezultatele acestei perioade de studiu și practică le-a prezentat în Paris, unde în 1929 și 1930 a participat la o seerie de expoziții.

## Distincții
- Premiul de Stat în 1952[6].
- Ordinul „Meritul Cultural” clasa a III-a (1968) „pentru activitate deosebită în domeniul artelor plastice”[7]

## Opera
- Monumentul lui Eugeniu Carada din Craiova, dezvelit la 28 martie 1937, declarat monument istoric cu cod LMI DJ-III-m-B-08414.
- Statuia lui Vasile Lupu din Grupul Statuar al Voievozilor din Iași.
- Bustul lui Mihai Eminescu, amplasat în parcul Institutului de Fizică din Măgurele. Bustul a fost executat, folosindu-se fotografia lui Eminescu din februarie 1878 făcută de pictorul și fotograful ceh Franz Duschek[6].
- Bustul Smarandei Gheorghiu - Smara, scriitoare (1857-1944) - din marmură, dezvelit în anul 1957 în parcul Mitropoliei din Târgoviște[8].
- Monumentul „Maica Smara” din parcul Cișmigiu din București.
- Bustul lui Bogdan Petriceicu Hașdeu, amplasat în Rotonda scriitorilor din Parcul Cișmigiu din București.
- Statuia din bronz a generalului Ioan Dragalina, amplasată în fața Cazarmei grănicerești din Parcul dendrologic „Gen. Ioan Dragalina“ din municipiul Caransebeș, dezvelită la 3 iunie 1943. Este inclusă pe Lista monumentelor istorice din județul Caraș-Severin cu codul  CS-III-m-B-11239[9].
- Bust din beton al Mareșalului Mihail Kutuzov, din curtea spitalului de ginecologie și obstetrică, București[10].
- Pe clădirea Colegiul Național Petru Rareș din Piatra Neamț, sunt fixate chipurile întemeietorilor liceului turnate în bronz de sculptorul Mihai Onofrei. În mijloc, fixate în fundalul ansamblului monumental de la intrarea Colegiului Național „Petru Rareș”, realizat de sculptorul Vincenzo Puschiasis (27 iunie 1926)[11], se află altorelieful lui Calistrat Hogaș, iar în dreapta și în stânga acestuia, sunt dispuse basoreliefurile lui Ion Negre și Mihai Stamatin[12], realizate de Mihai Onofrei.

- Bustul lui Dimitrie Onciul (bronz, 1926) în curtea sediului Arhivelor Naționale ale României din București.
- Bustul lui Bogdan Petriceicu Hașdeu (bronz) în grădina din fața bisericii Mănăstirii Mihai Vodă
- Grupul statuar „Slavă eroilor români” din Primul Război Mondial, dezvelit la Huși în 1928[13].
- În luna noiembrie 1940, în partea de nord-vest a clădirii liceului din Bârlad s-a dezvelit un bust al ctitorului Gheorghe Roșca Codreanu, lucrat în bronz de sculptorul Mihai Onofrei (dezvelit în fața ministrului Educației Naționale de atunci, Traian Brăileanu). Bustul a fost trimis la topire, în 1951, când proletcultismul pusese stăpânire pe cultura românească[14].